# National Division One 1996-1997
National Division One 1996-97 fu il 10º campionato nazionale inglese di rugby a 15 di prima divisione.
Si tenne dal 31 agosto 1996 al 3 maggio 1997 tra 12 squadre, che si incontrarono a girone unico con la formula della doppia gara d'andata e ritorno.
Per l'ultima volta il campionato fu noto come Courage Clubs' Championship Division One: l'accordo di naming stipulato nel 1987 con il birrificio inglese John Courage e rinnovato nel 1993 era giunto al termine e, dalla stagione successiva, rimpiazzato da quello con l'impresa d'assicurazioni Allied Dunbar.
Terminata la moratoria di un anno imposta dalla Rugby Football Union dopo la fine del regime esclusivamente dilettantistico della disciplina, il campionato divenne a tutti gli effetti professionistico e la gestione dei relativi diritti televisivi fu demandata dai club all'organismo da essi fondato, l'English Professional Rugby Union Clubs (EPRUC); la manovra provocò un contenzioso con la RFU che si era impegnata a garantire un contributo annuo di 300000 £ a club, mentre questi ultimi ritenevano che una buona operazione di marketing presso le reti televisive avrebbe fruttato fino a 2 milioni a club.
Dal punto di vista sportivo, il primo decennio di National Division si chiuse con la conquista anticipata del titolo da parte della londinese Wasps, al suo secondo successo dopo 7 anni.
A tale data, solo altri due club avevano iscritto il proprio nome nel palmarès, il Leicester, anch'esso vincitore di due titoli, e il Bath, dominatore dell'era dilettantistica del campionato con 6 affermazioni.
All'inizio furono previste 4 retrocessioni immediate ma, in corso di torneo, fu introdotta una variante regolamentare che prevedeva un play-out tra terzultima e quartultima di Division One contro la terza e la quarta di Division Two, mentre invece le ultime due sarebbero retrocesse direttamente in lega inferiore e rimpiazzate dalle prime due promosse.
A retrocedere direttamente furono West Hartlepool e Orrell mentre invece Bristol e London Irish riuscirono a mantenere la categoria battendo negli spareggi salvezza rispettivamente Bedford (20-11 all'andata e 19-12 al ritorno) e Coventry (14-16 e 28-7).
Il valore delle marcature, come stabilito dall’IRFB nel 1992, era: 5 punti per ciascuna meta (7 se trasformata), 3 punti per la realizzazione di ciascun calcio piazzato, idem per il drop.

## Squadre partecipanti
- Bath
- Bristol
- Gloucester
- Harlequins (Londra)
- Leicester
- London Irish (Londra)
- Northampton
- Orrell
- Sale Sharks (Sale)
- Saracens (Londra)
- Wasps (Londra)
- West Hartlepool (Hartlepool)

## Risultati
| Data       |                             | Risultato |
| ---------- | --------------------------- | --------- |
| 31-8-1996  | Harlequins – Gloucester     | 75-19     |
| 31-8-1996  | London Irish – Bristol      | 27-28     |
| 31-8-1996  | Northampton – W. Hartlepool | 46-20     |
| 31-8-1996  | Orrell – Bath               | 13-56     |
| 31-8-1996  | Sale Sharks – Wasps         | 31-33     |
| 31-8-1996  | Saracens – Leicester        | 25-23     |
|            |                             |           |
| Data       |                             | Risultato |
| 21-9-1996  | Bristol – Harlequins        | 24-35     |
| 21-9-1996  | Gloucester – Bath           | 29-45     |
| 21-9-1996  | London Irish – Sale Sharks  | 19-25     |
| 21-9-1996  | Northampton – Orrell        | 41-7      |
| 21-9-1996  | Wasps – Leicester           | 14-7      |
| 21-9-1996  | W. Hartlepool – Saracens    | 25-16     |
|            |                             |           |
| Data       |                             | Risultato |
| 27-10-1996 | Bath – Bristol              | 76-7      |
| 27-10-1996 | Leicester – London Irish    | 46-13     |
| 27-10-1996 | Sale Sharks – Harlequins    | 24-13     |
| 27-10-1996 | Saracens – Northampton      | 24-23     |
|            |                             |           |
|            |                             |           |
|            |                             |           |
| Data       |                             | Risultato |
| 17-12-1996 | Bristol – Leicester         | 12-38     |
|            |                             |           |
|            |                             |           |
|            |                             |           |
|            |                             |           |
|            |                             |           |
|            |                             |           |
| Data       |                             | Risultato |
| 11-1-1997  | Bristol – Wasps             | 18-41     |
| 11-1-1997  | Harlequins – Bath           | 22-6      |
| 11-1-1997  | London Irish – Gloucester   | 20-21     |
| 11-1-1997  | Northampton – Leicester     | 22-19     |
| 11-1-1997  | W. Hartlepool – Orrell      | 24-8      |
|            |                             |           |
|            |                             |           |
| Data       |                             | Risultato |
| 17-2-1997  | Bristol – Gloucester        |           |
|            |                             |           |
|            |                             |           |
|            |                             |           |
|            |                             |           |
|            |                             |           |
|            |                             |           |
| Data       |                             | Risultato |
| 8-3-1997   | Bath – London Irish         | 46-3      |
| 8-3-1997   | Leicester – W. Hartlepool   | 48-3      |
| 8-3-1997   | Orrell – Harlequins         | 20-56     |
| 8-3-1997   | Sale Sharks – Northampton   | 31-15     |
| 8-3-1997   | Saracens – Bristol          | 33-15     |
| 8-3-1997   | Wasps – Gloucester          | 36-10     |
|            |                             |           |
| Data       |                             | Risultato |
| 29-3-1997  | Leicester – Wasps           | 18-12     |
| 29-3-1997  | Orrell – Northampton        | 14-50     |
| 29-3-1997  | Sale Sharks – Bath          | 11-5      |
| 29-3-1997  | Saracens – W. Hartlepool    | 51-8      |
|            |                             |           |
|            |                             |           |
|            |                             |           |
| Data       |                             | Risultato |
| 12-4-1997  | Bath – Leicester            | 47-9      |
| 12-4-1997  | Northampton – London Irish  | 31-21     |
| 12-4-1997  | Orrell – Bristol            | 27-28     |
| 12-4-1997  | Sale Sharks – Gloucester    | 52-12     |
| 12-4-1997  | Saracens – Wasps            | 15-28     |
|            |                             |           |
|            |                             |           |
| Data       |                             | Risultato |
| 22-4-1997  | Sale Sharks – London Irish  | 41-25     |
|            |                             |           |
|            |                             |           |
|            |                             |           |
|            |                             |           |
|            |                             |           |
|            |                             |           |
| Data       |                             | Risultato |
| 3-5-1997   | Bristol – W. Hartlepool     | 20-17     |
| 3-5-1997   | Harlequins – Wasps          | 22-42     |
| 3-5-1997   | London Irish – Orrell       | 27-48     |
| 3-5-1997   | Northampton – Gloucester    | 25-27     |
| 3-5-1997   | Sale Sharks – Leicester     | 20-20     |
| 3-5-1997   | Saracens – Bath             | 36-29     |

| Data       |                              | Risultato |
| ---------- | ---------------------------- | --------- |
| 7-9-1996   | Bristol – Orrell             | 38-10     |
| 7-9-1996   | Gloucester – Sale Sharks     | 12-16     |
| 7-9-1996   | Leicester – Bath             | 28-25     |
| 7-9-1996   | London Irish – Northampton   | 34-21     |
| 7-9-1996   | Wasps – Saracens             | 36-21     |
| 7-9-1996   | W. Hartlepool – Harlequins   | 21-41     |
|            |                              |           |
| Data       |                              | Risultato |
| 28-9-1996  | Bath – W. Hartlepool         | 46-10     |
| 28-9-1996  | Leicester – Gloucester       | 32-14     |
| 28-9-1996  | London Irish – Saracens      | 23-37     |
| 28-9-1996  | Northampton – Harlequins     | 15-20     |
| 28-9-1996  | Orrell – Wasps               | 27-44     |
| 28-9-1996  | Sale Sharks – Bristol        | 31-33     |
|            |                              |           |
| Data       |                              | Risultato |
| 9-11-1996  | Northampton – Bath           | 9-6       |
| 9-11-1996  | Sale Sharks – Orrell         | 37-11     |
| 9-11-1996  | W. Hartlepool – Gloucester   | 14-23     |
|            |                              |           |
|            |                              |           |
|            |                              |           |
|            |                              |           |
| Data       |                              | Risultato |
| 27-12-1996 | Harlequins – Leicester       | 18-34     |
| 27-12-1996 | London Irish – W. Hartlepool | 52-41     |
| 27-12-1996 | Wasps – Northampton          | 18-13     |
|            |                              |           |
|            |                              |           |
|            |                              |           |
|            |                              |           |
| Data       |                              | Risultato |
| 18-1-1997  | Bath – Northampton           | 52-14     |
| 18-1-1997  | Gloucester – W. Hartlepool   | 37-10     |
| 18-1-1997  | Leicester – Bristol          | 53-19     |
| 18-1-1997  | Orrell – Sale Sharks         | 8-40      |
| 18-1-1997  | Saracens – Harlequins        | 28-20     |
|            |                              |           |
|            |                              |           |
| Data       |                              | Risultato |
| 22-2-1997  | Bristol – Bath               | 13-18     |
| 22-2-1997  | Orrell – London Irish        | 32-27     |
| 22-2-1997  | Wasps – W. Hartlepool        | 36-12     |
|            |                              |           |
|            |                              |           |
|            |                              |           |
|            |                              |           |
| Data       |                              | Risultato |
| 21-3-1997  | Bristol – Sale Sharks        | 34-24     |
| 21-3-1997  | Harlequins – W. Hartlepool   | 48-10     |
| 21-3-1997  | Wasps – Orrell               | 62-5      |
|            |                              |           |
|            |                              |           |
|            |                              |           |
|            |                              |           |
| Data       |                              | Risultato |
| 5-4-1997   | Bristol – Northampton        | 20-11     |
| 5-4-1997   | Gloucester – Saracens        | 9-6       |
| 5-4-1997   | Leicester – Orrell           | 36-14     |
| 5-4-1997   | London Irish – Harlequins    | 20-19     |
| 5-4-1997   | Wasps – Bath                 | 25-25     |
| 5-4-1997   | W. Hartlepool – Sale Sharks  | 22-43     |
|            |                              |           |
| Data       |                              | Risultato |
| 14-4-1997  | Harlequins – Bristol         | 29-6      |
| 14-4-1997  | London Irish – Leicester     | 25-18     |
| 14-4-1997  | Sale Sharks – Saracens       | 33-23     |
|            |                              |           |
|            |                              |           |
|            |                              |           |
|            |                              |           |
| Data       |                              | Risultato |
| 25-4-1997  | Bath – Sale Sharks           | 84-7      |
| 25-4-1997  | Gloucester – Bristol         | 20-20     |
| 25-4-1997  | Leicester – Harlequins       | 12-13     |
| 25-4-1997  | Northampton – Wasps          | 15-26     |
| 25-4-1997  | Orrell – Saracens            | 22-44     |
| 25-4-1997  | W. Hartlepool – London Irish | 18-33     |

| Data      |                             | Risultato |
| --------- | --------------------------- | --------- |
| 14-9-1996 | Bath – Wasps                | 36-40     |
| 14-9-1996 | Harlequins – London Irish   | 66-7      |
| 14-9-1996 | Northampton – Bristol       | 29-21     |
| 14-9-1996 | Orrell – Leicester          | 12-29     |
| 14-9-1996 | Sale Sharks – W. Hartlepool | 58-18     |
| 14-9-1996 | Saracens – Gloucester       | 41-11     |
|           |                             |           |
| Data      |                             | Risultato |
| 5-10-1996 | Bristol – Saracens          | 11-21     |
| 5-10-1996 | Gloucester – Wasps          | 28-23     |
| 5-10-1996 | Harlequins – Orrell         | 89-19     |
| 5-10-1996 | London Irish – Bath         | 31-56     |
| 5-10-1996 | Northampton – Sale Sharks   | 30-12     |
| 5-10-1996 | W. Hartlepool – Leicester   | 19-30     |
|           |                             |           |
| Data      |                             | Risultato |
| 7-12-1996 | Bath – Harlequins           | 35-20     |
| 7-12-1996 | Gloucester – London Irish   | 29-19     |
| 7-12-1996 | Leicester – Northampton     | 23-9      |
| 7-12-1996 | Orrell – W. Hartlepool      | 22-15     |
| 7-12-1996 | Saracens – Sale Sharks      | 17-17     |
| 7-12-1996 | Wasps – Bristol             | 15-13     |
|           |                             |           |
| Data      |                             | Risultato |
| 4-1-1997  | Bath – Saracens             | 35-33     |
| 4-1-1997  | Wasps – Harlequins          | 17-19     |
| 4-1-1997  | W. Hartlepool – Bristol     | 19-18     |
|           |                             |           |
|           |                             |           |
|           |                             |           |
|           |                             |           |
| Data      |                             | Risultato |
| 8-2-1997  | Gloucester – Orrell         | 30-0      |
| 8-2-1997  | Harlequins – Sale Sharks    | 30-31     |
| 8-2-1997  | Northampton – Saracens      | 17-10     |
| 8-2-1997  | W. Hartlepool – Wasps       | 23-48     |
|           |                             |           |
|           |                             |           |
|           |                             |           |
| Data      |                             | Risultato |
| 3-3-1997  | Gloucester – Northampton    | 19-6      |
| 3-3-1997  | Leicester – Sale Sharks     | 25-9      |
| 3-3-1997  | Saracens – Orrell           | 24-15     |
|           |                             |           |
|           |                             |           |
|           |                             |           |
|           |                             |           |
| Data      |                             | Risultato |
| 25-3-1997 | Wasps – London Irish        | 31-18     |
| 25-3-1997 | W. Hartlepool – Bath        | 16-24     |
|           |                             |           |
|           |                             |           |
|           |                             |           |
|           |                             |           |
|           |                             |           |
| Data      |                             | Risultato |
| 7-4-1997  | Gloucester – Leicester      | 32-30     |
| 7-4-1997  | Harlequins – Saracens       | 27-0      |
|           |                             |           |
|           |                             |           |
|           |                             |           |
|           |                             |           |
|           |                             |           |
| Data      |                             | Risultato |
| 19-4-1997 | Bath – Orrell               | 40-14     |
| 19-4-1997 | Bristol – London Irish      | 26-38     |
| 19-4-1997 | Gloucester – Harlequins     | 11-27     |
| 19-4-1997 | Leicester – Saracens        | 22-18     |
| 19-4-1997 | Wasps – Sale Sharks         | 36-10     |
| 19-4-1997 | W. Hartlepool – Northampton | 17-57     |
|           |                             |           |
| Data      |                             | Risultato |
| 29-4-1997 | Bath – Gloucester           | 71-21     |
| 29-4-1997 | Harlequins – Northampton    | 36-16     |
| 29-4-1997 | Saracens – London Irish     | 45-0      |
|           |                             |           |
|           |                             |           |
|           |                             |           |

## Classifica
| Pos | Squadra         | G  | V  | N | P  | PF  | PS  | DP   | Pt |
| --- | --------------- | -- | -- | - | -- | --- | --- | ---- | -- |
| 1   | Wasps           | 22 | 18 | 1 | 3  | 685 | 406 | +279 | 37 |
| 2   | Bath            | 22 | 15 | 1 | 6  | 863 | 411 | +452 | 31 |
| 3   | Harlequins      | 22 | 15 | 0 | 7  | 745 | 416 | +329 | 30 |
| 4   | Leicester       | 22 | 14 | 1 | 7  | 600 | 395 | +205 | 29 |
| 5   | Sale Sharks     | 22 | 13 | 2 | 7  | 603 | 525 | +78  | 28 |
| 6   | Saracens        | 22 | 12 | 1 | 9  | 568 | 449 | +119 | 25 |
| 7   | Gloucester      | 22 | 11 | 1 | 10 | 476 | 589 | −113 | 23 |
| 8   | Northampton     | 22 | 10 | 0 | 12 | 515 | 477 | +38  | 20 |
| 9   | Bristol         | 22 | 8  | 1 | 13 | 432 | 625 | −193 | 17 |
| 10  | London Irish    | 22 | 6  | 0 | 16 | 502 | 747 | −245 | 12 |
| 11  | West Hartlepool | 22 | 3  | 0 | 19 | 382 | 795 | −413 | 6  |
| 12  | Orrell          | 22 | 3  | 0 | 19 | 350 | 886 | −536 | 6  |

## Verdetti
- Wasps: Campione d'Inghilterra
- Wasps, Bath, Harlequins, Leicester: qualificate alla Heineken Cup 1997-98
- West Hartlepool, Orrell: retrocessi in Premiership Two 1997-98